# Ana Mercedes Salcedo
Ana Mercedes Salcedo González (estado Vargas, 19 de diciembre de 1950) es profesora-investigadora Titular en el área de Seguridad Social de la Universidad Central de Venezuela, orientando su línea de investigación al estudio y desarrollo de las políticas relacionadas con el ámbito de la seguridad social en Venezuela. Forma parte del comité creador del Postgrado en Seguridad Social (1974), el cual ha permanecido activo durante más de treinta (30) años, tiempo durante el cual se ha contribuido con la formación de personal especializado en seguridad social y en el estudio, análisis y solución de problemas inherentes a este importante campo del saber y del actuar, conformado por disciplinas fuentes como el derecho, la ciencia política, la economía, la demografía, la estadística, la administración, las ciencias actuariales, la sociología, el trabajo social, la educación, la medicina y ciencias de la salud en general, los cuales se expresan en la práctica en un desarrollo cognoscitivo en correspondencia con un accionar técnico-administrativo configurador de los sistemas y regímenes de seguridad social.

## Estudios
Inició sus estudios en la Escuela de Trabajo Social de la Facultad de Ciencias Económicas y Sociales de la UCV, obteniendo el título de licenciada en Trabajo Social (1976). Continuando con su formación académica y profesional, se convierte en magister scientiarum en Psicología Social, luego en magister scientiarum en Seguridad Social y, finalmente, en doctora en Seguridad Social. 
También hizo carrera militar dentro de la armada nacional venezolana, alcanzando el grado de coronel (AV) de la Fuerza Armada Nacional y cursó estudios en el área de la Programación Neurolingüística.

## Docencia y gerencia
Dentro de su carrera como gerente ha sido profesora asistente adjunta a la Coordinación del Postgrado en Seguridad Social; Coordinadora de Relaciones Interinstitucionales y Coordinadora Académica del Centro de Estudios de Postgrado de la Facultad de Ciencias Económicas y Sociales de la UCV (CEAP-UCV);  Gerente de Línea del Consejo de Desarrollo Científico y Humanístico de la UCV              (CDCH-UCV) y Gerente de Área de la Comisión Central de Estudios de Postgrado de la UCV.
Como docente ha sido instructora dentro de la Maestría de Seguridad Social en las materias Metodología de la Investigación Acreditada, Filosofía, Doctrina y Derecho de la Seguridad Social y Planificación de la Seguridad Social; Coordinadora de la Unidad de Investigación Acreditada del Programa Integrado de Postgrado en Seguridad Social (PIPSS) de la UCV e instructora dentro de la misma unidad de diversas asignaturas (Bases Filosóficas y Doctrinarias de la Seguridad Social, Seguridad Social I, Seguridad Social II, Planificación de la Seguridad Social, Metodología de la Investigación,  Investigación Acreditada I, II y III). También fue miembro del equipo técnico asesor para el diseño de las leyes de Seguridad Social en la Comisión Permanente de Desarrollo Social de la Asamblea Nacional y corredactora del proyecto de Ley del Régimen Prestacional de Servicio Sociales del Adulto Mayor y Otras Categorías de Personas de la LOSSS, en discusión en la Asamblea Nacional.

## Investigación
Es responsable de línea de investigación relacionada con la extensión de la cobertura de la seguridad social en Venezuela. Durante los últimos 10 años sus trabajos de investigación se han desarrollado dentro de esa área, algunos de ellos se mencionan a continuación:
- El Sistema Integral de Salud en las Fuerzas Armadas Nacionales (1999-2002)
- La Seguridad Social en la Fuerza Armada Nacional (2003-2004)
- Los Servicios Sociales en Venezuela – Estrategia para la Extensión de la cobertura de la Seguridad Social (2005-2008)
- La extensión de la cobertura de la Seguridad Social al medio rural (2008-2010)
- Gasto Público Social y la cobertura de la Seguridad Social (2011)
- Piso Nacional de Protección Social en Venezuela (2013)
- Envejecimiento demográfico y Seguridad Social (2015)

## Reconocimientos
A lo largo de su vida profesional ha recibido diversos reconocimientos y condecoraciones, entre ellas se pueden mencionar la Orden José María Vargas (Grado de Placa, 2014), la Orden del Libertador (Grado de Oficial, 2000), la Orden Diego De Lozada (Grado de Caballero, 1994), Cruz de la Fuerza Aérea Venezolana en su 3.ª Clase (1985), Premio CDCH-UCV como coautora del artículo más consultado durante el año 2014 en SABER-UCV.

## Publicaciones
En los últimos 10 años, ha publicado libros y artículos, algunos de ellos se mencionan a continuación:

### Libros
- La Seguridad Social en la Fuerza Armada Nacional, UCV-FACES CEAP, Editorial Tamher, C.A., Caracas (2004). ISBN 84-689-7964-3[2]
- Consideraciones sobre la reforma de la Seguridad Social en Venezuela (Compiladora), CEAP, FACES, UCV, Editorial Tropykos, Venezuela, 2006.[3]
- Los servicios sociales en Venezuela: Retos y prespectivas.CEAP-FaCES, UCV, Editorial Topykos, Caracas, 2008.
- Los servicios sociales en Venezuela: Desafíos para el Trabajo Social. Editorial Académica Española. Barcelona-España, 2011. ISBN 978-3-8465-6100-3.[4]

### Artículos
- La prevención y atención al riesgo en el trabajo en Venezuela (2003).
- Ley de Servicios Sociales: Elementos para su análisis (2006)
- Proceso de envejecimiento y Seguridad Social en Venezuela (2006)
- El Régimen Prestacional de Servicios Sociales al Adulto Mayor y Otras Categorías de Personas(2004)
- La formación y la investigación en la seguridad social: el programa integrado de postgrado en seguridad social (2004)
- Gerencia de los Servicios Sociales en el marco de la seguridad social en Venezuela: Retos y Perspectivas (2008)
- La Extensión de la Cobertura de la Seguridad Social: Retos, Desafíos y Experiencias Favorables. Cuaderno No.31 (2013)
- Envejecimiento de la población y Seguridad Social: Retos y Perspectivas. Cuaderno. Carta de aceptación. No. 35. (2015)
- Los Servicios Sociales en el marco de la Ley Orgánica del Sistema de Seguridad Social (2007)
- La Ley de Servicios Sociales en Venezuela (2007)
- Los Servicios Sociales en el marco de la política social venezolana (2009)
- Piso de Protección Social y Seguridad Social en Venezuela (2013)
- La feminización de la vejez en Venezuela” Carta de Aceptación (2014)
- Los Servicios Sociales en el marco de la política social venezolana. Instituto Latinoamericano de Investigaciones Sociales (ILDIS), Serie de Diálogo Político. Mayo 2008.[5]
- Estudios de Postgrado en la UCV. Revista Digital de la Facultad de Medicina UCV. (2015)
- Méndez, A., Salcedo, A.M. Extensión de la Seguridad Social al Trabajador Rural. Revista Venezolana de Análisis de Coyuntura. 2012; XVIII(2).[6]
- Gestión de la Investigación CDCH-UCV y constitución de redes (2012).

También ha publicado otros artículos en diferentes revistas de la Fuerza Aérea Venezolana como: “La reforma laboral en Venezuela” (2002), “Plan global de bienestar social en la FAN” (2001) y fue coordinadora general de la revista  "Bienestar, órgano informativo de Digebyss" (2000).